# Lycoriella parva
Lycoriella parva är en tvåvingeart som först beskrevs av Holmgren 1869.  Lycoriella parva ingår i släktet Lycoriella och familjen sorgmyggor.
Artens utbredningsområde är Norge. Arten är reproducerande i Sverige. Inga underarter finns listade i Catalogue of Life.